# Werner Schultheiß
Werner Schultheiß (* 28. April 1906 in Nürnberg; † 2. November 1972 in Nürnberg) war ein deutscher Archivar und Rechtshistoriker.

## Leben und Wirken
Nach dem Besuch des Realgymnasiums Nürnberg studierte Werner Schultheiß Rechtswissenschaft an den Universitäten München und Erlangen. An der Universität Erlangen promovierte er 1934. Anschließend besuchte er die Archivschule München und arbeitete als Stadtarchivar von Nürnberg (1961 wurde er Vorstand des dortigen Stadtarchivs) bis zu seinem Tod. In der Zeit von 1945 bis 1949 war er allerdings von seiner Tätigkeit suspendiert. 
Von 1962 bis 1968 war Schultheiß Vorsitzender des „Vereins für Geschichte der Stadt Nürnberg“. Er begründete außerdem die „Arbeitsgemeinschaft bayerischer Stadtarchivare“. 
Schultheiß veröffentlichte zahlreiche Arbeiten zur Rechts-, Wirtschafts- und Sozialgeschichte Frankens und insbesondere der Stadt Nürnberg.

## Schriften (Auswahl)
- Die Münchner Gewerbeverfassung im Mittelalter (= Kultur und Geschichte, Bd. 10). Beck, München 1936 (Dissertation Universität Erlangen).
- Die Einwirkung des Nürnberger Stadtrechtes auf Deutschland, besonders Franken, Böhmen und die Oberpfalz. In: Jahrbuch für fränkische Landesforschung, Bd. 2 (1936), S. 18–54.
- Das Weistum über das Nürnberger Schultheißenamt aus dem Jahre 1386. Ein Beitrag zur älteren Stadt- und Gewerbeverfassung Nürnbergs. In: Mitteilungen des Vereins für Geschichte der Stadt Nürnberg, Bd. 35 (1937), S. 61–88.
- Das Königsprivileg für Lenkersheim von 1200, Nürnberg und die Städtepolitik der Staufer in Ostfranken. In: Mitteilungen des Vereins für Geschichte der Stadt Nürnberg, Bd. 42 (1951), S. 18–54.
- Windsheims Entwicklung vom Markt des Hochstifts Würzburg zur Reichsstadt im 13. Jahrhundert. Beiträge zur Territorialpolitik des Reichs und der Bischöfe von Würzburg in Ostfranken. In: Jahresbericht des Historischen Vereins für Mittelfranken, Bd. 73 (1953), S. 17–47.
- Die Entdeckung Amerikas und Nürnberg. In: Jahrbüch für fränkische Landesforschung, Bd. 15 (1955), S. 171–199.
- Nürnbergs Hafnergewerbe in 650 Jahren. Schmidt, Neustadt/Aisch 1956.
- (mit Ernst Eichhorn): Nürnberg. Die Schönheit der Noris (= Pirkheimeranium, Bd. 16). Glock und Lutz, Nürnberg 1957 (3. Aufl. 1971).
- (Bearb.): Die Acht-, Verbots- und Fehdebücher Nürnbergs von 1285–1400. Mit einer Einf. in die Rechts- und Sozialgeschichte und das Kanzlei- und Urkundenwesen Nürnbergs im 13. und 14. Jahrhundert (= Quellen und Forschungen zur Geschichte der Stadt Nürnberg, Bd. 2). Nürnberg 1960.
- (Bearb.): Urkundenbuch der Reichsstadt Windsheim von 741–1400 (= Veröffentlichungen der Gesellschaft für Fränkische Geschichte, Reihe 3, Bd. 4). Schöningh, Würzburg 1963.
- (mit Gerhard Hirschmann): Stadtarchiv Nürnberg 1865–1965. Festschrift zur Hundertjahrfeier (= Quellen und Forschungen zur Geschichte der Stadt Nürnberg, Bd. 4). Nürnberg 1964.
- Über spätmittelalterliche Gerichtsbücher aus Bayern und Franken. Beiträge zum Urkundenwesen und Gerichtsverfahren Süddeutschlands. In: Klaus Obermayer (Hrsg.): Festschrift für Hans Liermann zum 70. Geburtstag (= Erlanger Forschungen, Reihe A, Bd. 16). Universitätsbund Erlangen 1964, S. 265–296.
- (Bearb.): Satzungsbücher und Satzungen der Reichsstadt Nürnberg aus dem 14. Jahrhundert. Bd. 1 (= Quellen und Forschungen zur Geschichte der Stadt Nürnberg, Bd. 3). Nürnberg 1965.
- Kleine Geschichte Nürnbergs. Spindler, Nürnberg 1966 (3. Aufl. 1997, ISBN 3-88929-077-9).
- (Mitarb.): Das Wachstafelzinsbuch der Reichsveste von Nürnberg von etwa 1425 und das Reichslehnbuch der Herren von Berg aus dem Jahre 1396 (= Quellen und Forschungen zur Geschichte der Stadt Nürnberg, Bd. 7). Stadtarchiv Nürnberg 1967.
- (mit Rudolf Frankenberger u. Irmgard Lüttschwager): Bibliographie zur Wirtschaftsgeschichte Nürnbergs. In: Beiträge zur Wirtschaftsgeschichte Nürnbergs, Bd. 2 (1967), S. 880–959.
- Quellen zur Wirtschafts- und Sozialgeschichte Nürnbergs vor 1806. In: Scripta mercaturae, Jg. 1971, H. 1, S. 47–64.
- Geschichte des Nürnberger Ortsrechtes. 2. Aufl. Korn und Berg, Nürnberg 1972.
- Das Bürgerrecht der Königs- und Reichsstadt Nürnberg. Beiträge zur Verfassungsgeschichte deutscher Städte. In: Festschrift für Hermann Heimpel zum 70. Geburtstag am 19. Sept. 1971. Bd. 2. Vandenhoeck & Ruprecht, Göttingen 1972, S. 159–194, ISBN 3-525-35347-2.
- Die Mittelschicht Nürnbergs im Spätmittelalter. In: Erich Maschke (Hrsg.): Städtische Mittelschichten. Kohlhammer, Stuttgart 1972, S. 135–149.